# Poeciliinae
I Poeciliinae Bonaparte, 1831 sono una sottofamiglia di pesci ossei cui appartiene la maggior parte delle specie di Poeciliidae.

## Descrizione
La loro forma è molto varia secondo il genere e la specie.
Tra queste si distinguono i generi:
- Gambusia

Piccoli pecilidi bruno-grigiastri, che si nutrono di larve di zanzara. Due specie sono state inserite nel XIX secolo anche in territorio italiano, per bonificare le zone paludose dal flagello delle zanzare Anopheles, portatrici della malaria.
- Poecilia

Grande gruppo di pecilidi, alcuni dei quali vivacemente colorati. Presentano spiccato dimorfismo sessuale (il maschio, solitamente più piccolo, possiede forme più piccole ma pinne vivacemente colorate e grandi). Recentemente alcune specie sono state classificate in un altro genere, Limia. Tra le specie più conosciute figurano il Guppy, Poecilia sphenops e Poecilia velifera.
- Xiphophorus

Folto gruppo di pesci di medie dimensioni, solitamente vegetariani. I maschi di molte specie presentano un allungamento a forma di spada dei raggi inferiori della pinna caudale, che può essere vivacemente colorata. Le femmine sono più grosse. Partoriscono da 20 a 200 piccoli già formati. Le specie più conosciute sono Xiphophorus maculatus e X. helleri.

## Distribuzione e habitat
Queste specie sono diffuse nel centro-sud America, dal Texas al bacino idrografico del Rio delle Amazzoni. Alcune specie sono diffuse anche nelle isole caraibiche (Cuba, Santo Domingo, Tahiti,...)

## Tassonomia

### Generi

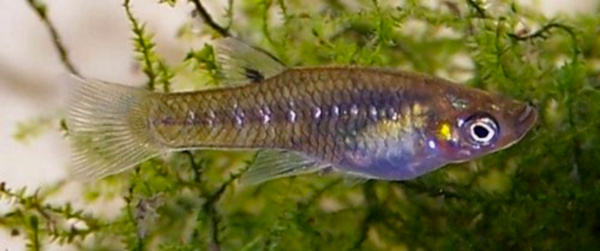
Girardinus microdactylus

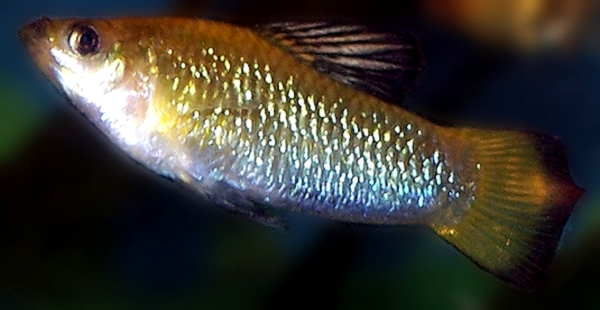
Limia perugiae

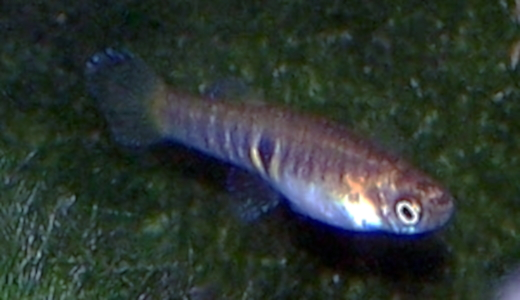
Neoheterandria elegans

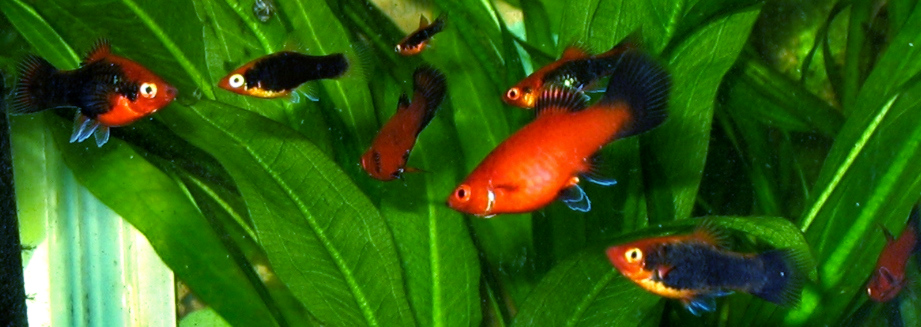
Xiphophorus maculatus

- Alfaro
- Belonesox
- Brachyrhaphis
- Carlhubbsia
- Cnesterodon
- Gambusia
- Girardinus
- Heterandria
- Heterophallus
- Limia
- Micropoecilia
- Neoheterandria
- Pamphorichthys
- Phallichthys
- Phalloceros
- Phalloptychus
- Phallotorynus
- Poecilia
- Poeciliopsis
- Priapella
- Priapichthys
- Pseudopoecilia
- Quintana
- Scolichthys
- Tomeurus
- Xenodexia
- Xenophallus
- Xiphophorus